# コプト修道制
コプト修道制は、コプト正教会において、一般信徒とは異なる聖なる独立した階層を作り出すための運動であった。
コプト修道制は、キリスト教修道制の原型であるとされている。大アントニオスは、最初に「修道士」（古代ギリシア語: μοναχός）と呼ばれた人物であり、現在コルジム山の麓にある聖アントニオス修道院として知られるキリスト教修道院を最初に設立した。
聖アントニオス修道院は、世界最古のキリスト教修道院である（ただし、仏教の修道制のための精舎（ヴィハーラ）が紀元前500年までに建立されていたため、これが最古の修道院というわけではない。）。
アントニオスの生き方は孤独を重視していたが、上エジプト出身のコプト人である大パコミオスは、上エジプトの修道院で共住修道制を確立した。これは、コプト正教会以外の多くの修道会においても、今日の多くの修道院の基本的な修道制度の構造を築いた。

## 起源
キリスト教の制度的な修道制は、4世紀のエジプトの砂漠において、一種の生ける殉教としてはじまったと考えられている。Lester K. Little などの学者は、この時期の修道制の興隆を、コンスタンティヌス大帝がキリスト教をローマ帝国の主要な宗教として受け入れたことによって教会にもたらされた大きな変化に帰している。これにより、キリスト教徒が自らを敬虔なエリートであると信じる小集団であるという立場は終わりを告げた。これに対応して、献身的な核を守るために、より高度な献身の形が発展した。迫害の終結はまた、殉教が信心深さを証明する選択肢ではなくなったことを意味した。その代わりに、禁欲主義者の長期的な「殉教」が一般的になった。
3世紀に多くのエジプトのキリスト教徒が砂漠に赴き、そこに留まって祈りと労働に励み、隔離と神への礼拝に生涯を捧げた。これが修道制運動の始まりであり、4世紀には、世界最初の隠修士であるアントニオス、アレクサンドリアのマカリオス、そしてパコミウスによって組織化された。

### パコミオス
パコミウスは、318年から323年の間に、エジプトのタベンナ（タベンネシ、タベンニシ）に最初の修道院を設立した。修道院が大きくなりすぎたため、2つ目の修道院であるプボウがファーウ・キブリーに建設された。パコミウスはプボウで大半の時間を過ごした。345年の彼の死の時点で、エジプトには北から南まで3000の修道院が点在していたと推定される。彼の死後の1世代以内に、この数は7000にまで増加し、さらにエジプトからパレスチナとユダヤ砂漠、シリア、北アフリカへと拡大し、最終的には西ヨーロッパにまで及んだ。

## 修道制
キリスト教の修道制はエジプトで生まれ、エジプトの砂漠の偉大な教父たちの教えと著作のおかげで、コプト正教会の従順、簡素、謙遜という特徴の形成に大きな役割を果たした。5世紀末までに、何百もの修道院と、何千もの小部屋や洞窟がエジプトの砂漠全体に散在するようになった。これらの修道院の多くは、現在でも繁栄しており、新たな召命を受けている。
キリスト教の修道制はすべて、直接的にせよ間接的にせよ、エジプトの例に由来している。小アジアにおける修道制運動の創始者であり組織者であるカッパドキアのカイサリアの大司教聖バシレイオスは、紀元357年頃エジプトを訪れており、その規則は東方正教会で守られている。ラテン語に聖書を翻訳した聖ヒエロニムスは、エルサレムへの途上、400年頃エジプトを訪れ、その経験を書簡に詳述している。ベネディクトゥスは6世紀に、聖パコミウスのモデルに基づいて、ただしより厳格な形でベネディクト会を設立した。数え切れないほどの巡礼者たちが、その精神的で規律ある生活を模倣するために、「砂漠の師父たち」を訪れている。
コプトの修道制は、以下の3つの形態をとった。
- 隠修士（モナコス）制：個人で孤独に隠遁生活を送る修道制。
- 共住修道制：修道士たちが共同生活を営む修道院制度。
- 共同体制または半隠修生活：隠修士と共住修道士の中間的な形態で、修道士たちが個々の小屋や洞窟で暮らしながらも、週に数回は共同で礼拝や食事をする修道制。

## 現代の状態
コプト正教会には多くの修道院と修道女院があり、多数の修道士と修道女が暮らしている。コプトの司教はすべて修道士の中から選ばれるが、これは伝統的に必須というわけではなかった。
コプトの修道制は、アレクサンドリア教皇キュリロス6世の在位中の1960年代に始まった復興を経験した。現在、エジプト、アメリカ合衆国、オーストラリア、ヨーロッパには、コプト正教会の聖シノドスによって認められたコプトの修道院と修道女院がある。
現在、エジプトと移住先の国々には33の修道院があり、1,000人以上の修道士がいる。また、6つの修道女院には約300人の修道女がいる。最大かつ最も有名な修道院は、カイロの北西約60マイルにあるワディ・ナトルンにある。これらは、ワディ・ナトルン渓谷にかつて存在した多くの古代の要塞化された自給自足の修道院のうち、現存する4つの修道院である。